# Pułk Saboya

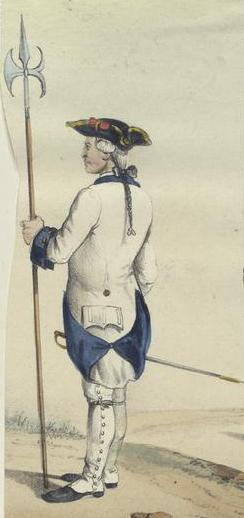
sierżant pułku sabaudzkiego (1761)

Regimiento Saboya – początki pułku sięgają roku 1537, kiedy to Karol I stworzył oddział broniący Sabudii przed francuzami. Oddział ten został stworzony na wzór tercio de Lombardía sformowanego 3 lata przedtem.  Pierwszym dowódca pułku sabaudzkiego był markiz de Vasto, lub don  Alvaro Sande. Od 1702 oficjalnie nazwany  "Tercio de Saboya nr 3, od 1707 –  "Regimiento de Saboya", od 1718 – "Regimiento de Saboya nr 22", a od  1741  "Regimiento de Saboya nº 5". Dewizą pułku jest: " EL TERROR DE LOS FRANCESES " ("postrach Francuzów").

Od 1965 pułk piechoty zmotoryzowanej "Regimiento de Infanteria Motorizable Saboya nr 6". 

## Walki pułku
Pułk walczył:
- we Włoszech (1537–51),
- w wojnach przeciw Francji (1551–1596),
- w Italii (1613–31 i 1636–1701),
- w hiszpańskiej wojnie sukcesyjnej:
  - kampania w Italii (1701–1705); obrona Mantui, bitwa pod Gustallą, Castione, obrona Pavii.
  - kampania w Hiszpanii (1707–1715); bitwa pod Saragossą, Brihuega i Villaviciosa. Obleżenie barcelony.
- w Italii (1718–1746); Mesina,Madona, Olmo, Basignana i Plasencia, Oleggio,
- Obrona Ceuty(1724–1727).
- Oblężenie Gibraltaru 1727.
- Walki o Oran 1733
- wojna z Portugalią (1762–1767); Braganza, las Talladas.
- wojna w Ameryce (1768–1780),
- wyprawa do Afryki 1775. Podbój Argel.